# Кшимоше
Кшимоше (пол. Krzymosze) — село в Польщі, у гміні Морди Седлецького повіту Мазовецького воєводства.
Населення — 318 осіб (2011).
У 1975-1998 роках село належало до Седлецького воєводства.

## Демографія
Демографічна структура станом на 31 березня 2011 року:
|          | Загалом | Допрацездатний вік | Працездатний вік | Постпрацездатний вік |
| -------- | ------- | ------------------ | ---------------- | -------------------- |
| Чоловіки | 166     | 48                 | 103              | 15                   |
| Жінки    | 152     | 35                 | 81               | 36                   |
| Разом    | 318     | 83                 | 184              | 51                   |